# Ascochyta nebulosa
Ascochyta nebulosa är en svampart som beskrevs av Sacc. & Berl. 1889. Ascochyta nebulosa ingår i släktet Ascochyta, ordningen Pleosporales, klassen Dothideomycetes, divisionen sporsäcksvampar och riket svampar.   Inga underarter finns listade i Catalogue of Life.